# 1882 az irodalomban
Az 1882. év az irodalomban.

## Megjelent új művek
- Karl Adolph Gjellerup dán költő, író regénye: A német diák (Germanernes Lærling)
- Friedrich Nietzsche aforizmái: Die fröhliche Wissenschaft (Vidám tudomány)
- Ernest Renan francia filozófus, író, történész Histoire des origines du christianisme (A kereszténység eredetének története, 1863–1883) című nyolckötetes sorozatát záró monográfia Marcus Aureliusról: Marc-Aurèle et la fin du monde antique (Marcus Aurelius és az antik világ vége). Ez és az első kötet (Jézus élete) „a múlt századi francia próza legékesebb gyöngyszemei közé tartoznak.”[1]
- Mark Twain: Koldus és királyfi (The Prince and the Pauper)
- Gleb Uszpenszkij orosz szerző írásainak gyűjteménye: Власть земли (A föld hatalma)
- Jules Verne regényei:
  - A Robinsonok iskolája (L'École des Robinsons)
  - A zöld sugár (Le Rayon vert)
- Émile Zola regénye: Tisztes úriház (1882–1883)

### Költészet
- José Martí kubai költő Ismaelillo című verseskötete

### Dráma
- Henry Becque francia szerző legsikerültebb drámája: Les Corbeaux (Hollók), bemutató
- Megjelenik Victor Hugo 1869-ben írt drámája: Torquemada
- Henrik Ibsen:
  - Kísértetek (Gengangere), bemutató: Chicago, 1882. május
  - A népgyűlölő (En Folkefiende), bemutató: 1883. január [más magyar címei: A hazaáruló és A nép ellensége]
- Henry Arthur Jones angol drámaíró: The Silver King (Ezüst király)[2]

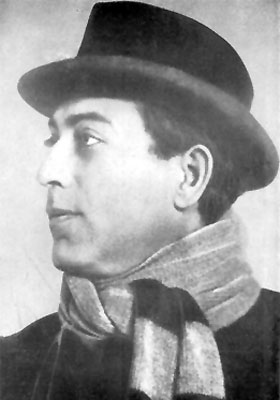
Somlyó Zoltán

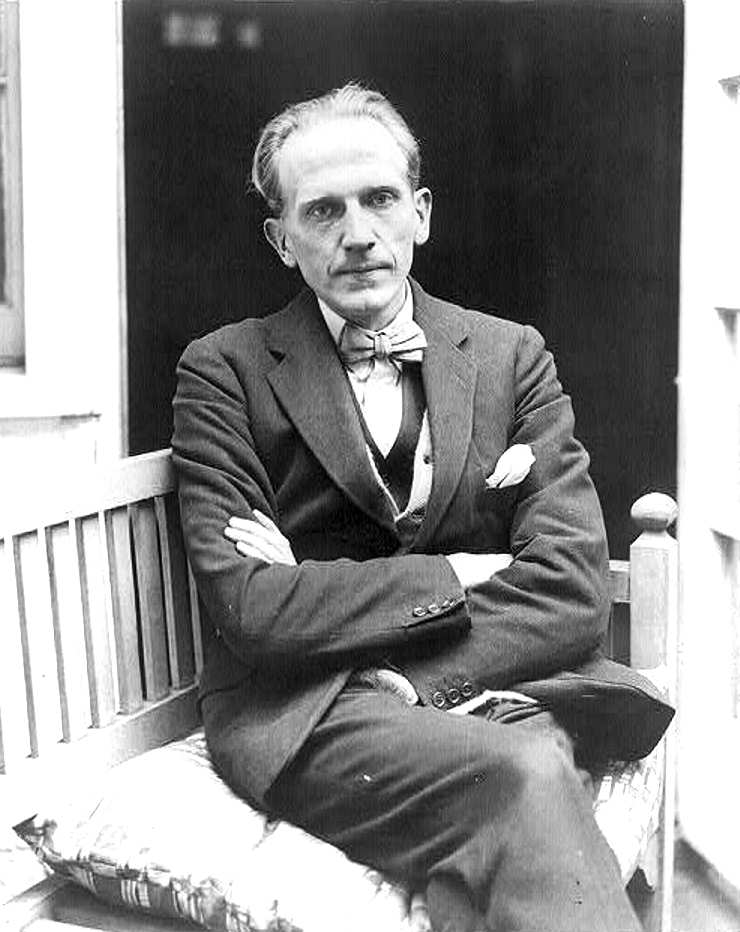
A. A. Milne

- Victorien Sardou vígjátéka: Fédora

### Magyar nyelven
- Gozsdu Elek regénye: Köd
- Jókai Mór regénye: Szeretve mind a vérpadig
- Mikszáth Kálmán: A jó palócok (novellagyűjtemény, benne többek között A néhai bárány)
- Rákosi Jenő regénye: A legnagyobb bolond
- Tolnai Lajos regényei:
  - A báróné ténsasszony
  - A nemes vér
- Csiky Gergely színművei (gyűjteményes sorozat 18 kötetben, 1882–1888). A színházi bemutatókkal párhuzamosan jelennek meg az író új színdarabjai nyomtatásban; először A proletárok, a Mukányi és a Cifra nyomorúság[3]
  - A Stomfay-család, színmű, bemutató a Nemzeti Színházban
  - A kaviár, bohózat, bemutató a Nemzeti Színházban
  - Szép leányok, bemutató a Népszínházban

## Születések

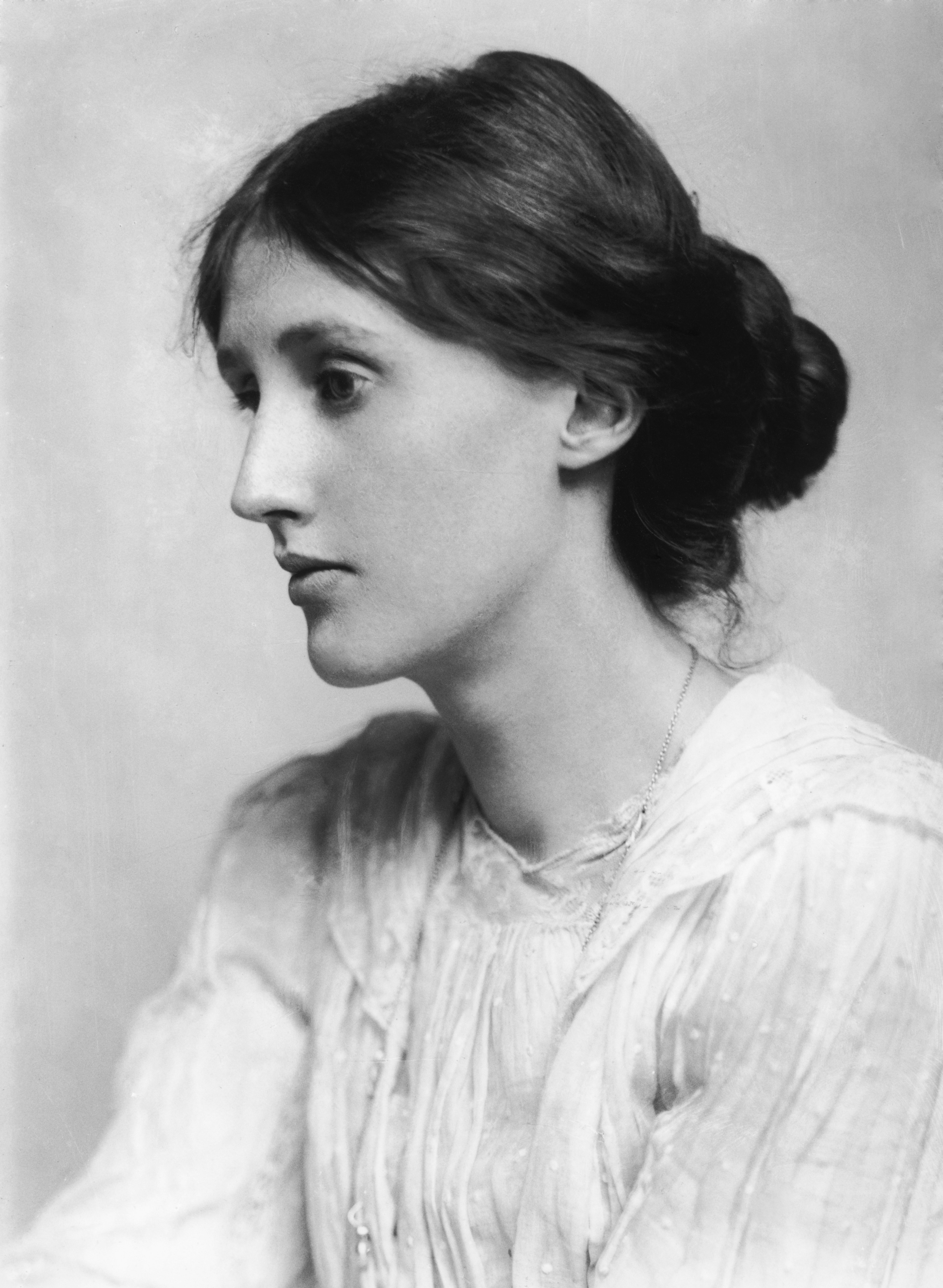
Virginia Woolf

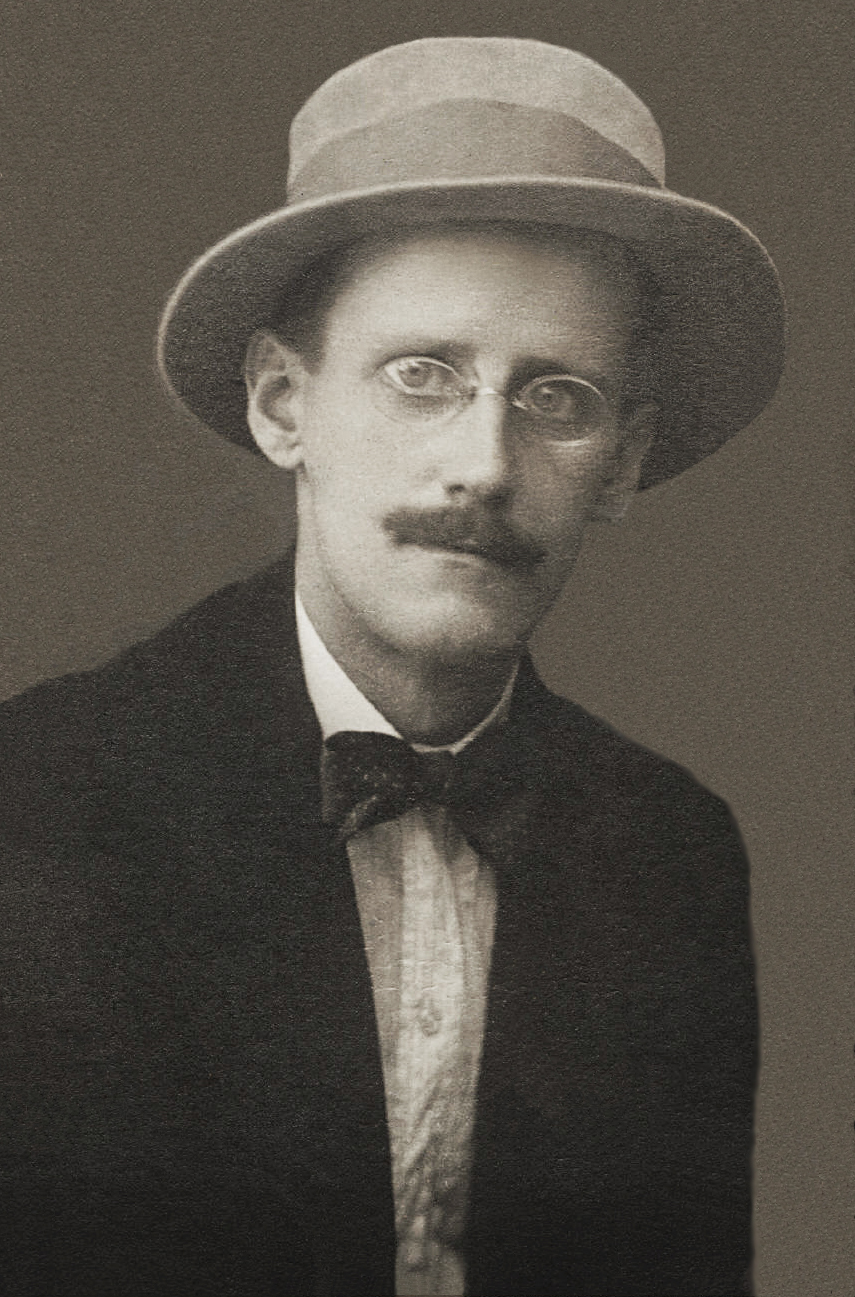
James Joyce

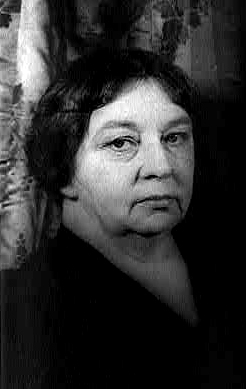
Sigrid Undset

- január 18. – Alan Alexander Milne angol író, a Micimackó című gyermekkönyv szerzője († 1956)
- január 25. – Virginia Woolf angol regényíró, esszéista, novellista, kritikus, könyvkiadó, feminista; a 20. századi modern irodalom egyik kiemelkedő alkotója († 1941)
- február 2. – James Joyce ír költő, író, kritikus; fő műve az 1922-ben megjelent Ulysses című regény († 1941)
- február 16. – Surányi Miklós regényíró, színműíró († 1936)
- február 23. – B. Traven, tisztázatlan származású regényíró, népszerű bestsellerek szerzője († 1969)
- március 19. – Kornyej Ivanovics Csukovszkij orosz író († 1969)
- május 20. – Sigrid Undset Nobel-díjas norvég regényíró († 1949)
- június 22. – Somlyó Zoltán költő, újságíró, műfordító († 1937)
- július 7. – Janka Kupala belarusz költő, író, drámaíró és publicista, a modern belarusz irodalom megteremtője († 1942)
- szeptember 12. – Ion Agârbiceanu román író, költő, görögkatolikus pap († 1963)
- október 29. – Jean Giraudoux francia novellista, esszé- és drámaíró († 1944)
- október 30. – Bölöni György író, szerkesztő († 1959)

## Halálozások
- február 8. – Berthold Auerbach német zsidó író (* 1812)
- március 24. – Henry Wadsworth Longfellow amerikai költő (* 1807)
- április 10. – Dante Gabriel Rossetti angol festő, költő, a preraffaeliták néven ismert író- és művészcsoport legnagyobb költő (* 1828)
- augusztus 25. – Friedrich Reinhold Kreutzwald észt költő, író, folklorista, műfordító; az észt nemzeti eposz, a Kalevipoeg összeállítója (* 1803)
- október 22. – Arany János magyar költő, műfordító, a Magyar Tudományos Akadémia főtitkára, a magyar irodalom egyik legjelentősebb alakja (* 1817)
- december 13. – Greguss Ágost esztéta, műfordító (* 1825)